# 亜蘭匏
亞蘭匏（あらんぽう、いらは、えらぶ、いらぶ）は、14世紀後半に中山王国の武寧に仕えた王相である。

## 概要
『明実録』洪武二十七年（1394年）陰暦3月10日條には、『察度王は國相亞蘭匏が琉球國の重大事を管掌してゐるため、秩に封じるやう洪武帝に要求した。洪武帝は亞蘭匏の國相の職を元通りに承認した。』とある。
1382年に察度王の進貢副使として渡唐して以来、1398年に至るまで数回にわたって明国に派遣され、硫黄と馬の朝貢貿易を行なった。

### 名前の読みと人物像に関する論争
名前の読みと人物像に関して、さまざまな説がある。
- 1925年、東恩納寛惇は『琉球人名考』で亞蘭匏に「irafa?」と注し、伊良波ではないかとした[4]。

- 1932年、島袋源一郎は『傳説補遺・沖繩歴史』で「イラハか」として、東恩納の伊良波説を採用した[5]。
- 石井望は亜蘭匏が「えらぶ」の福建字音であるとして、同時代の硫黄鳥島の本島とされた沖永良部島のえらぶ世の主及び家來のえらぶ孫八こそが大豪族として硫黄輸出に該当するとした[2][6][7]。
- その他、読みが「あらんぽう」とされることもある[1] 。
- 平成三年、「新琉球史・古琉球編」（琉球新報社）所收豐見山和行「統一王国形成期の対外関係」では、「亞蘭匏は華僑とみなすべきである。要するに、王相や長史・千戸といふ中國官職は、華僑へ授與されたものなのである。」として、亞蘭匏唐人説を採用する。　[8]